# Rhinolophus thomasi
Rhinolophus thomasi — вид рукокрилих родини Підковикові (Rhinolophidae).

## Поширення
Країни поширення: Китай, Лаос, М'янма, Таїланд, В'єтнам. Цей вид пов'язаний з вапняковими областями та печерами від 400 до 1100 м над рівнем моря.

## Загрози та охорона
Немає серйозних загроз. Живе в багатьох природоохоронних областях.